# 権藤麻由子
権藤 麻由子（ごんどう まゆこ、生年月日不明）は、東京都港区出身のキャスター。社会人経験を経て, 2009年頃からNHK青森放送局に所属している。

## 現在の担当番組
- 情報ランチ キャスター
- あっぷるワイドリポーター

## 過去の出演番組
- ゆうどきネットワーク

## その他
- 趣味は合唱。元NHK東京児童合唱団の卒団生で作る女性コーラスグループLittle carolのメンバーでもある。
  - 2006年にはアルバムもリリースされている(Little Carol ～The Christmas Album～).

## 関連サイト
- NHK青森放送局
- WONDER LAND RECOADS

| スタブアイコン | サブスタブ | この項目は、まだ閲覧者の調べものの参照としては役立たない、アナウンサーに関連した書きかけの項目です。この項目を加筆・訂正などしてくださる協力者を求めています（PJ:アナウンサー）。 |